# Зандворт
За́ндворт (нидерл. Zandvoortо файле, МФА: [ˈzɑntfoːrt]) — город и община в провинции Северная Голландия (Нидерланды).

## История
«Sandevoerde» («песчаный брод») упоминается в документах начиная с 1100 года. До XIX века это была просто рыбацкая деревушка, с 1826 года началось развитие этой местности как морского курорта. В 1881 году здесь была построена железнодорожная станция, в 1899 году Зандворт был соединён трамваем с Харлемом, что сильно увеличило приток отдыхающих. В 1905 году здесь был снят один из первых нидерландских игровых фильмов — «Злоключения французского господина без штанов на Зандвортском пляже».

## Достопримечательности
- Известная гоночная трасса «Кольцо Зандвоорт».

## Знаменитые уроженцы
- Ян Ламмерс — автогонщик